# الکوینس
الکوینس (به فرانسوی: Alquines) یک کمون در فرانسه است که در پا-دو-کاله واقع شده‌است.

## خصوصیات
الکوینس ۱۰٫۵۱ کیلومترمربع مساحت و ۸۶۵ نفر جمعیت دارد و ۱۰۰ متر بالاتر از سطح دریا واقع شده‌است.